# Henri Gayot
Pour les articles homonymes, voir Gayot.
Pour l’article ayant un titre homophone, voir Henri Gaillot.
Henri Gayot, né le 3 septembre 1904 à Panilleuse dans l’Eure et mort le 5 mai 1981 à La Rochelle en Charente-Maritime, est un  résistant dans le réseau Honneur et Patrie sous le pseudonyme de Lenormand durant la Seconde Guerre mondiale.
Il a contribué à l’entretien de la mémoire de la déportation de la Résistance en Charente-Maritime, par ses dessins, ses témoignages, et grâce au monument qu’il a réalisé.

## Jeunesse (1904 - 1930)
Fils d’instituteurs dans l’Eure, son père était un ancien combattant de la Première Guerre mondiale et un défenseur de la République. Étant jeune, Henri est un élève calme et appliqué, brillant et curieux. Il est passionné par le sport et le dessin. Il entre à l’école normale de Rouen et enseigne quelques années en tant qu’instituteur. Il intègre par la suite l’école des beaux-arts[Laquelle ?] où il obtient son diplôme officiel de professeur de dessin en 1930.

## Installation à La Rochelle
En 1931, il s’installe à La Rochelle dans le quartier du Mail avec son épouse et ses deux garçons. Il enseigne au lycée Fromentin et à l’école normale de garçons avenue Guiton.
Il publie, avec le peintre Pierre Langlade, La Rochelle, notes sur ses monuments.

## Seconde Guerre Mondiale
À la déclaration de guerre, il est mobilisé en septembre 1939. Il est promu lieutenant au Régiment de tirailleurs sénégalais puis il reçoit pendant la Drôle de guerre  l’ordre de former le 518e  régiment de Pionniers, rue de la Sardinerie à La Rochelle. En 1940, à la suite de l’offensive allemande, son régiment monte au front où il est surpris  par l’armée allemande le 22 juin à Saint-Dié. Il est fait prisonnier comme beaucoup de soldats de l’armée française pendant cette débâcle. Il est déporté et interné en Moravie dans un camp de prisonniers pour officiers : l’Oflag XVII A. Il réalise des croquis durant cette détention, avec du jus de tabac chiqué. Vivant mal l’occupation de son pays et sa défaite il simule des crises d’asthme pour être rapatrié. En avril 1942 il est rapatrié à La Rochelle dans un convoi sanitaire après 18 mois de détention.

## Engagement dans la Résistance (1942-1945)
Il intègre le groupe Honneur et Patrie introduit par Adolphe Privé à la fin de l’année 1942, ce dernier le met en contact avec Guy Barreau et d’autres membres du groupe. Ses qualités font de lui une recrue de premier plan, par sa détermination et sa discrétion. Connu sous le pseudonyme de Lenormand, il devient l’adjoint du commandant Lisiack, chef du service des renseignements. Il cache ses activités à sa famille mais confie des courses à ses fils, comprenant l’importance de leurs missions. En septembre 1943, à la suite d'une trahison, la majorité du groupe se fait arrêter. Henri Gayot réussit à alerter quelques résistants, il refuse de fuir mais éloigne sa famille de La Rochelle. Il attend, seul, chez lui que l'on vienne l’arrêter. La Gestapo est arrivée à 5 h du matin, le 19 septembre 1943.

### Déportation
Il est d’abord interné à la prison de Lafond, comme beaucoup de résistants rochelais, il y est interrogé.

« … par la suite, j’ai été soumis à de nouveaux interrogatoires dans le même style que le premier et même avec un intérêt accru lorsque ma qualité d’ex-prisonnier de guerre, officier rapatrié comme sanitaire en avril 1942… »

Il est transféré au fort du Hâ puis, jugé à Bordeaux par un tribunal militaire allemand. Au fort du Hâ, il vit dans de mauvaises conditions : pas d’hygiène, manque d’espace, de nourriture etc. Les prisonniers ont de surcroit l’interdiction d’écrire et de recevoir des lettres. Le procès dure 5 jours, Henri Gayot est l’un des 64 résistants à être jugés lors de ce procès. 21 d’entre eux sont fusillés en janvier 1944, au camp de Souge ; 4, étant innocents, sont libérés ; 4 autres innocents sont conduits dans la prison allemande. Le reste, 36 personnes, d’après Henri Gayot, furent déportées à la prison de Fresnes dans les cellules 67, 68, 69 et 70, Henri Gayot lui était dans la cellule 68. Il raconte que souvent fois les soldats allemands s’amusaient à s’arrêter devant sa cellule pour lui faire croire qu’il allait être exécuté. Le 6 avril 1944, les déportés, dont Henri Gayot, rejoignent la gare de l’Est, où ils sont entassés dans des wagons à destination de la gare de Rothau, en Alsace.

« Et l’enfer commence... »

Arrivés à Rothau, ils sont frappés à coups de crosse, à coups de pied, avant d’être conduits au Struthof.

### Vie au Struthof (1944-1945)
Déporté NN, Nacht und Nebel, il perd son identité, et devient le numéro 11.784… Ils furent accueillis avec ce discours :

« Cochons de Français vous ne sortirez d’ici que par la cheminée du crématoire. »

Effectivement, le nom du camp Himmelsfarthlager pouvant se traduire par camp qui conduit au ciel. On leur retire tout objet personnel pour ne leur laisser que leur ceinture, et on les habille d’oripeaux, des vêtements de déportés décédés sur lesquels un numéro et un matricule sont notés.
Pendant tout ce temps, il réalise quelques croquis : ses dessins représentent le quotidien des détenus, les baraquements, les exécutions, les maladies, les fours crématoires, les corvées et la violence des gardes. Il décrit très brièvement chacun de ses dessins en leur attribuant de courtes explications. Tout au long de sa détention, il cache ses croquis, car il est formellement interdit de dessiner.

« Ces croquis, si on les avait découverts, lui auraient valu les peines les plus sévères, la mort peut-être. »

Il témoignera, dans les années 1950, du calvaire qu’il a enduré, en précisant que la solidarité était fondamentale pour leur survie.

« La solidarité n’était pas un vain mot ; elle se manifestait quotidiennement sur le plan matériel comme sur le plan moral… Un groupe de résistants sous la haute autorité du Général Delestraint se reconstitue. »

### Transfert à Dachau et libération
L'avancée des troupes alliées nécessite que les détenus du  camp du Struthof soient évacués vers un camp en Allemagne ; ce sera Dachau. L'évacuation se fait dans des wagons à bestiaux, du 3 au 6 septembre 1944. Un bombardement aérien ralentit le transfert. Le voyage se poursuit, et se termine à Dachau. Dachau est un camp de travail et non d’extermination, ce qui soulage les détenus. Les Américains libèrent le camp de Dachau le 30 avril 1945, mais les prisonniers, souvent malades du typhus, ont interdiction d’en sortir. Cependant Henri Gayot et dix de ses camarades rejoignent les troupes de l’Armée française le 8 mai 1945. À la Libération, Gayot a perdu la moitié de son poids, souffre d’œdèmes et subit un fort traumatisme nerveux.

## Nouvelle vie
Il rentre à La Rochelle à la fin du mois de mai 1945, et il a la joie de retrouver sa femme et ses enfants vivants. Jamais il ne leur racontera l’enfer qu’il a vécu ; seuls ses dessins en témoigneront. Il parvient petit à petit à retrouver un régime alimentaire convenable et à reprendre un bon rythme de vie. Au bout de quelques mois seulement il peut envisager de réintégrer le corps enseignant. Il acceptera un poste de professeur au lycée Charles-de-Gaulle, de Baden-Baden, en Allemagne.
Parallèlement, il siégera comme juge suppléant au tribunal de guerre de Rastatt, où seront jugés certains des crimes contre l’humanité commis lors de la Seconde Guerre mondiale.
Il participe aussi à la recherche d’œuvres d’art réquisitionnées par les Nazis.
En 1949, il quitte l’Allemagne pour rejoindre le Maroc, où il a été nommé Inspecteur de l’enseignement technique. Il sera ensuite Inspecteur général de l’enseignement artistique.
Pour sa retraite en 1960, Henri Gayot retrouve La Rochelle, mais il n’est pas question pour lui de rester inactif, il devient donc correspondant départemental du Comité d’Histoire de la Seconde Guerre mondiale et reprend ses travaux entrepris sur l’histoire et l’occupation en Charente-Maritime. Après quinze années, il aborde enfin la période sombre de sa vie, la déportation, afin de ne pas oublier. Il conçoit une exposition permanente qui est présentée au musée d’Orbigny-Bernon de La Rochelle. Ce musée, depuis 1955, possède une salle consacrée à la Résistance, nommée Salle Léonce-Vieljeux. L'exposition réalisée par Henri Gayot fut inaugurée en 1970, lors du 25e anniversaire de la libération de La Rochelle.
Quelques années plus tard, il est nommé président de l’Association des anciens Résistants du groupe Honneur et Patrie et se consacre aux entretiens qui donneront naissance au livre La Plume, le Crayon et le Bronze. Henri est alors âgé et malade, mais il conçoit un monument à la mémoire des résistants. Un homme portant le flambeau de la résistance aux pieds duquel est gravé le nom des hauts lieux de la résistance du département.

« Je souhaite très vivement que ce monument perpétue le souvenir de toutes les épreuves que les résistants ont eu à traverser pour que cette flamme ne s’éteigne pas. Et surtout qu’il rappelle aux jeunes qui n’ont pas vécu cette tragique période, que ce symbole est toujours valable, que la liberté n’est jamais définitivement acquise, et qu’elle se conquiert et se mérite; »

Ce monument est sa dernière réalisation, puisqu’il s’éteint début mai 1981, à l’âge de 76 ans.

## Ouvrage
- Henri Gayot, Occupation, Résistance, Libération en Charente-maritime, éditeur : Comité d'histoire de la Seconde Guerre mondiale, 1973.

## Hommage
La ville de La Rochelle a donné son nom au  Square Henri-Gayot.